# スタゴノレピス
スタゴノレピス（学名：Stagonolepis）は、後期三畳紀カーニアン期に生息した、スタゴノレピス科に属する絶滅した鷲竜類の属。化石はポーランドのDrawno単層、スコットランドのLossiemouth砂岩層から産出している。北アメリカ大陸と南アメリカ大陸から産出した化石はかつて本属に分類されていたが、Calyptosuchus (en) とアエトサウロイデスにそれぞれ再分類されている。

## 特徴

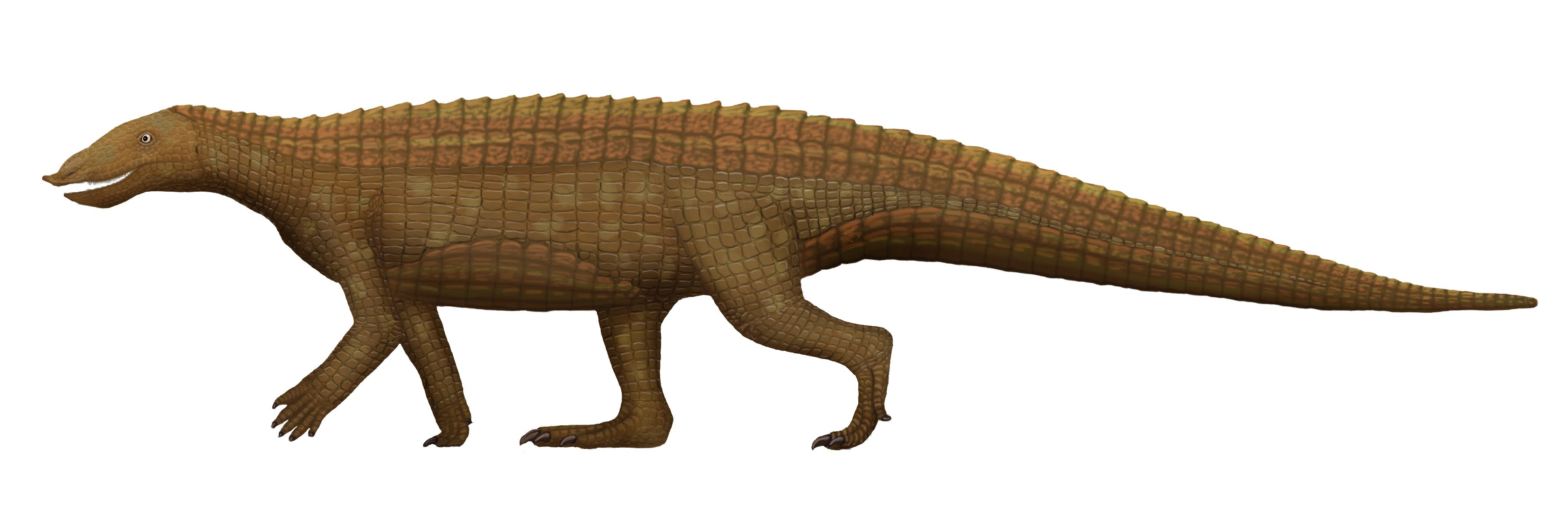
S. robertsoniの復元図

Stagonolepis robertsoniは全長約3メートルの、体の全長に沿う厚い鱗甲に被覆された四足歩行性の動物であった。動作の緩慢な植物食性動物であり、この鎧を活かして動物食性動物からの攻撃を防いでいたと見られる。スタゴノレピスの頭部は体サイズに対して非常に小さく、僅か25センチメートルで、全長の10%を下回っている。顎の前側は歯が存在しないが、上側にアーチを描く嘴状の先端部を持ち、これによりスタゴノレピスは現生のブタに類似する方法で植物を引き抜くことができたと推察されている。口腔の後部にはペグ状の歯が生えており、トクサ類やシダ類およびソテツ類といった堅い植物を咬合することに適していた。
2018年の論文では、Stagonolepis olenkaeの前肢の形態が地面の採掘に適していることが示唆された。古生物学者Dawid Dróżdżによると、本種は頑丈な前肢と爪を用いて地面を柔らかくし、吻部で柔らかな土を掘り進めた可能性がある。

## 種

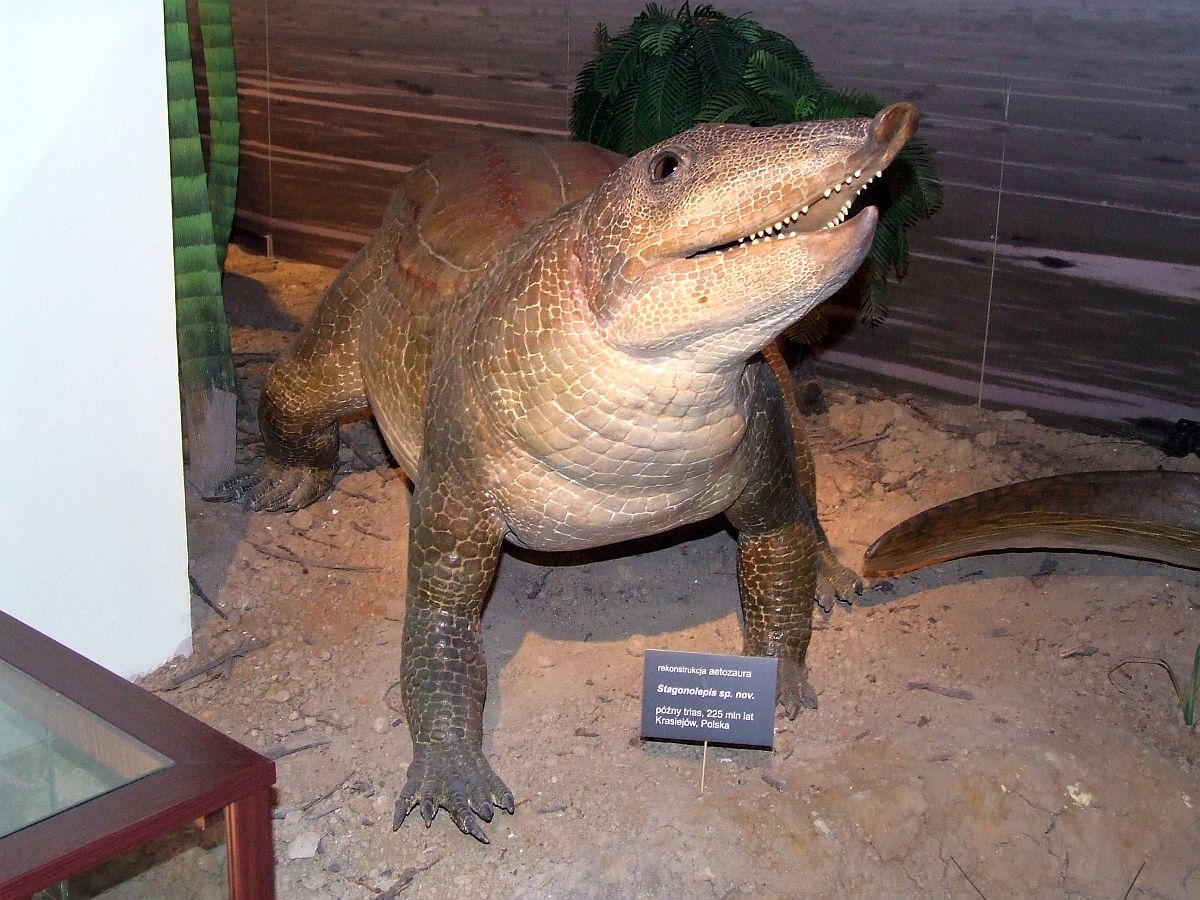
S. olenkaeの模型

S. robertsoniの化石はスコットランドのLossiemouth砂岩層で、S. olenkaeの化石はポーランドのKrasiejów (en) 付近の堆積物から発見されている。S. olenkaeは層序学的にスタゴノレピス属のタイプ種S. robertsoniよりも新しいことになるが、両者を別個の種でなく性的二型のような種内変異の例として解釈している研究者もいる。
南アメリカ大陸から産出したアエトサウロイデスはスタゴノレピスのジュニアシノニムと考えられてきた。アエトサウロイデス属ではA. scagliaiとA. subsulcatusの2種が命名されているが、Heckert and Lucas (2002)は両種の小型標本がStagonolepis robertsoni、大型標本がS. wellesiに属するとした。S. wellesi自体はMurray and Long (1989)によりスタゴノレピスの種と考えられた、アメリカ合衆国の上部三畳系Dockum層群から産出したスタゴノレピス科のCalyptosuchus (en) として当初命名されていた。しかし、大半の後続研究では、AetosauroidesとCalyptosuchusは共に有効かつ単型の属と見なされている。前者は南アメリカ大陸だけで、後者はアメリカ合衆国だけで産出したことになり、スタゴノレピスの化石はスコットランドとポーランドのカーニアン階に限定されている。